# Бой при Эрауле
Бой при Эрауле (исп. Batalla de Eraul) — одно из столкновений между карлистами и правительственными войсками во время Второй карлистской войны, произошедшее 5 мая 1873 года. 
За четыре дня до столкновения войска карлистов были застигнуты врасплох колонной республиканских войск у Пеньясеррады и и вынужден был с максимальной поспешностью отступить в сторону гор. Правительственные колонны Наварро, Кастаньона и Косты, действуя совместно, осуществляли активное преследование противника. Они должны были оттеснить силы Доррегарая к дефиле у Эрауля. Таким образом, повстанцы могли оказаться в ловушке между тремя колоннами. Республиканцы не верили, что ослабленные и измотанные силы карлистов смогут контратаковать. 
Когда Доррегарай увидел направление, в котором движутся либеральные войска, ему пришла в голову идея внезапно повернуться и нанести удар удар. В результате генерал расположил свои войска, 3 тысячи человек, в боевую линию у Эрауля, на гряде низких холмов, частично покрытых кустарниковыми дубами и густым подлеском и стал дожидаться подхода колонны полковника Наварро, которая, имея 900 человек и четыре орудия, прошла через Галдеано, Артавию, Эчаварри и двигалась к дефиле у Эрауля.
В три часа дня начался бой. Доррегарай послал застрельщиков против авангарда, которые открыли ожесточенный огонь по двум фланговым ротам, но были отбиты. Затем карлисты, получив подкрепление, без единого выстрела из-за нехватки боеприпасов, дважды атаковали в штыки либералов, но также были отбиты артиллерийским и винтовочным огнём и отступили.
Тем временем другие силы повстанцев спустились с холмов и попытались окружить колонну с тыла, со стороны Эчаварри. Их удар опрокинул арьергард колонны, и он бежал. Затем снова последовала штыковая атака карлистов, приведшая к разгрому основных сил колонны. Большое количество офицеров и солдат были убиты или попали в плен вместе со своим командиром. Карлистам досталось и несколько пушек. Авангард, около сотни солдат, всё же смог пробиться и укрылся в Эрауле. 
Колонна Кастаньона, услышав перестрелку, двинулась вперед, но прибыла поздно, успев лишь спасти остатки разбитой колонны, вместе с которыми направилась в Памплону. Де Коста даже не знал о бое.
Карлисты потеряли около 150 человек убитыми; потери правительственных войск помимо пленных были в два раза больше. 